# Municipio de Deloit
El municipio de Deloit (en inglés: Deloit Township) es un municipio ubicado en el condado de Holt en el estado estadounidense de Nebraska. En el año 2010 tenía una población de 106 habitantes y una densidad poblacional de 0,76 personas por km².

## Geografía
El municipio de Deloit se encuentra ubicado en las coordenadas 42°7′31″N 98°23′18″O / 42.12528, -98.38833. Según la Oficina del Censo de los Estados Unidos, el municipio tiene una superficie total de 140.37 km², de la cual 140,21 km² corresponden a tierra firme y (0,11 %) 0,16 km² es agua.

## Demografía
Según el censo de 2010, había 106 personas residiendo en el municipio de Deloit. La densidad de población era de 0,76 hab./km². De los 106 habitantes, el municipio de Deloit estaba compuesto por el 99,06 % blancos, el 0,94 % eran de otras razas. Del total de la población el 0,94 % eran hispanos o latinos de cualquier raza.